# Leandro N. Alem (Misiones)
Leandro N. Alem est une ville d'Argentine ainsi que le chef-lieu du département de Leandro N. Alem de la province de Misiones.
Elle est située sur la route nationale 14.

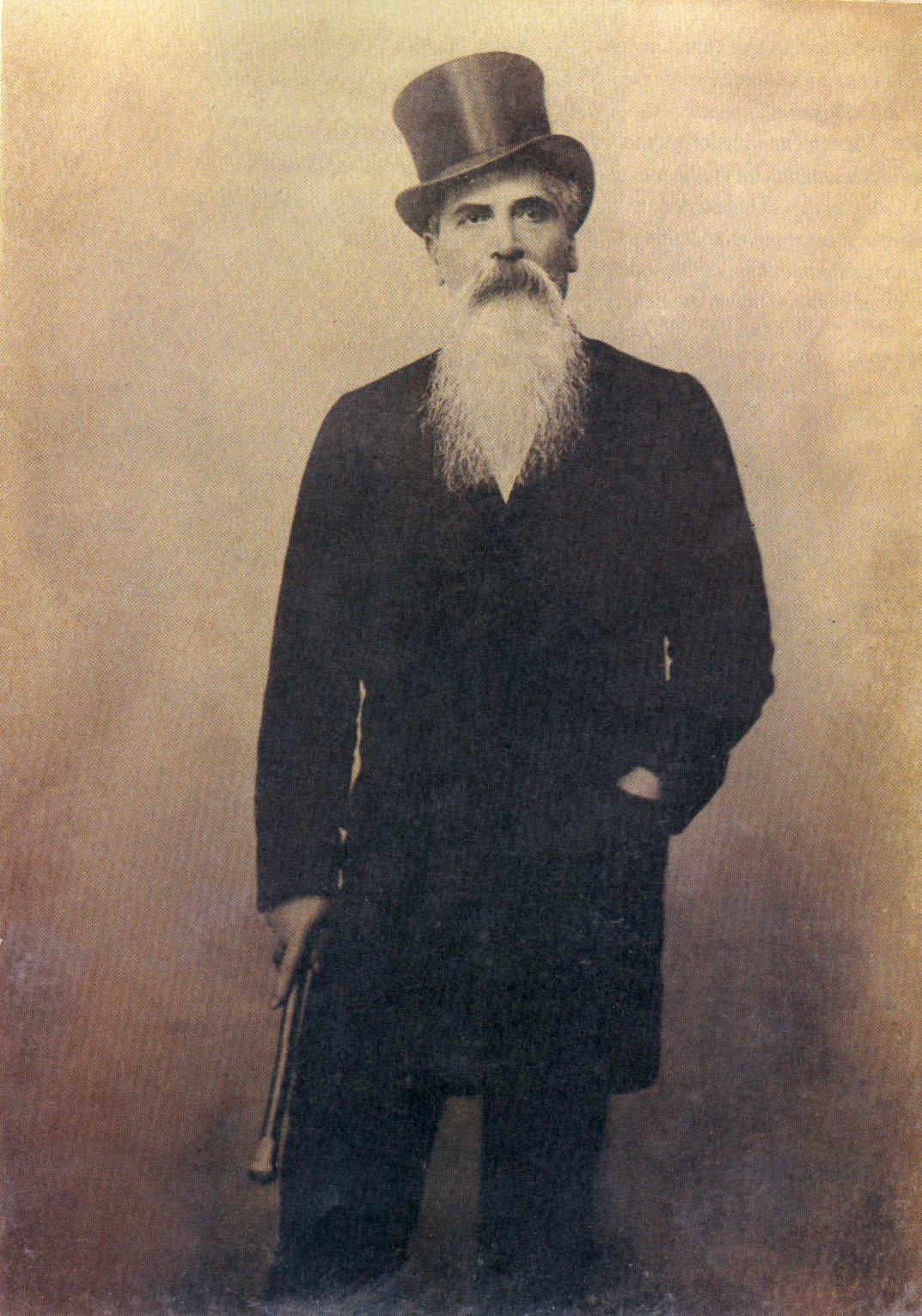
Leandro N. Alem vers 1890

La ville a reçu son nom en hommage à l'homme politique argentin Leandro N. Alem, fondateur du parti Unión Cívica Radical.

## Population
La ville comptait 19.377 habitants en 2001, ce qui représentait une hausse de 24,0% par rapport à 1991.